# Гатная
Гатная (укр. Гатна) — село в Деражнянском районе Хмельницкой области Украины.
Население по переписи 2001 года составляло 642 человека. Почтовый индекс — 32215. Телефонный код — 3856. Занимает площадь 4,373 км². Код КОАТУУ — 6821582001.

## Местный совет
32215, Хмельницкая обл., Деражнянский р-н, с. Гатная, ул. Куйбышева, 9